# Il dolore perfetto
Il dolore perfetto (2004) è un romanzo di Ugo Riccarelli, vincitore del Premio Strega nel 2004 e del Premio Società dei Lettori - Lucca dello stesso anno.
Il dolore perfetto nell'edizione spagnola El dolor Perfecto, pubblicato da Maeva Ediciones, con la traduzione di Carlos Gumpert, ha conquistato il Premio Campiello Europa (Spagna) nel 2007.

## Trama
Il romanzo si svolge in un periodo che va dagli ultimi decenni dell'Ottocento fino agli anni cinquanta del Novecento. Un uomo, chiamato sempre Il Maestro, di idee anarchiche, si trasferisce dal suo paese del Sud, nei dintorni di Sapri, a Colle Alto, un piccolo paese in un punto imprecisato della campagna toscana, dove ha ottenuto un posto di insegnante. A Colle Alto conosce e sposa la Vedova Bartoli, dalla quale avrà quattro figli (Ideale, Mikhail, Libertà e Cafiero), dei quali il romanzo seguirà le tragiche vicende.
Parallelamente, viene narrato dei Bertorelli, una ricca famiglia di commercianti di maiali, da quando Ulisse Bertorelli sposa la Rosa. Dal matrimonio nasceranno Sole e l'Annina. Le storie delle due famiglie si uniscono quando l'Annina decide, contro la volontà dei parenti, di sposare Cafiero. Il romanzo prosegue raccontando le vite dei loro figli, Sole e Ideale.
Le vicende delle due famiglie si svolgono sullo sfondo della storia italiana, alla quale sono indissolubilmente legate. Entrano a cambiare e spesso a sconvolgere la vita dei protagonisti la prima modernizzazione di fine Ottocento, le guerre coloniali con la sconfitta di Adua, la prima guerra mondiale e l'avvento del Fascismo, fino alla seconda guerra mondiale, l'invasione tedesca e la Resistenza.

## Edizioni
In lingua italiana
- Ugo Riccarelli, Il dolore perfetto, A. Mondadori, Milano 2004
- Ugo Riccarelli, Il dolore perfetto, prefazione di Carlo Madrignani, UTET, Torino 2006

In altre lingue
- (FR)  Ugo Riccarelli, Une douleur parfaite, traduit de l'italien par Nathalie Bauer, Plon, Paris 2005
- (DE)  Ugo Riccarelli, Der vollkommene Schmerz, trad. di Karin Krieger, Deutscher Taschenbuch Verl., München 2009.